# Сыпнево (гмина)
Сыпнево (пол. Sypniewo) — сельская гмина (волость) в Польше, входит как административная единица в Макувский повет, Мазовецкое воеводство. Население — 3541 человек (на 2004 год).

## Демография
| Перепись                       | Всего   | Всего | Женщины | Женщины | Мужчины | Мужчины |
| ------------------------------ | ------- | ----- | ------- | ------- | ------- | ------- |
| Единицы                        | человек | %     | человек | %       | человек | %       |
| Население                      | 3541    | 100   | 1727    | 48,8    | 1814    | 51,2    |
| Плотность населения (чел./км²) | 27,5    | 27,5  | 13,4    | 13,4    | 14,1    | 14,1    |

## Сельские округа
1. Батогово
2. Беджице-Козегловы
3. Беджице-Стара-Весь
4. Боруты
5. Хелхы
6. Хойново
7. Дылево
8. Гонсево-Подуховне
9. Глёнцка
10. Глинки-Рафалы
11. Яжилы
12. Майки-Тыкевки
13. Мамино
14. Нове-Гонсево
15. Нове-Сыпнево
16. Новы-Щеглин
17. Ольки
18. Посвентне
19. Равы
20. Жехово-Гад
21. Жехово-Вельке
22. Жехувек
23. Славково
24. Старе-Глинки
25. Стшемечне-Сендки
26. Сыпнево
27. Щеглин-Подуховны
28. Залесе
29. Замость
30. Земаки
31. Гутово
32. Ружаница

## Соседние гмины
1. Гмина Червонка
2. Гмина Красносельц
3. Гмина Млынаже
4. Гмина Ольшево-Борки
5. Гмина Плонявы-Брамура